# Zalepidota ituensis
Zalepidota ituensis är en tvåvingeart som först beskrevs av Tavares 1917.  Zalepidota ituensis ingår i släktet Zalepidota och familjen gallmyggor. Inga underarter finns listade i Catalogue of Life.